# 제임스 코스모
제임스 코즈모(James Cosmo, 영어 발음: /ˈkɒzmoʊ/,1948년 5월 24일~)은 스코틀랜드의 배우이다.

## 출연 작품

### 영화
- 공군 대전략 (1969)
- 최후의 하이랜더 (1986)
- 브레이브하트 (1995)
- 트레인스포팅 (1996)
- 꼬마 돼지 베이브 2 (1998) - 오랑우탄 설로니어스 역 (목소리)
- 트로이 (2004)
- 나니아 연대기: 사자, 마녀, 그리고 옷장 (2005)
- 벤허 (2016)
- 원더우먼 (2017)
- 인 다크니스 (2018) - 나이얼 역
- 화이트 힐 (2018, Ashes in the Snow)
- 아웃로 킹 (2018)
- 갱스터라 불린 사나이 (2021) - 피터 스프로트 역
- 스크루지: 크리스마스 캐럴 (2022) - 미스터 페지윅 역 (목소리)

### 텔레비전
- 썬즈 오브 아나키 (2010)
- 왕좌의 게임 (2011-13)
- 셰틀랜드 (2016)
- 황금나침반 (2019)
- 톰 클랜시의 잭 라이언 (2022)